# Aksel H. Hansen
Aksel Hermann Hansen (født 10. februar 1910 i Ørum Djurs, død 4. september 1976 på Aarhus Kommunehospital) var en dansk politiker, der var borgmester i Grenaa fra 1946 til 1976.
Han er den første socialdemokratiske borgmester i Grenaa, og samtidig den længst siddende borgmester i Grenaa nogensinde.